# Sadowie (województwo małopolskie)
Sadowie – wieś w Polsce położona w województwie małopolskim, w powiecie krakowskim, w gminie Kocmyrzów-Luborzyca.
W latach 1975–1998 miejscowość położona była w województwie krakowskim.

Integralna część miejscowości: Zatorze.